# Aérodrome de Vendays-Montalivet
L’aérodrome de Vendays-Montalivet (code OACI : LFIV) est un aérodrome agréé à usage restreint, situé à 5 km au nord-ouest de Vendays-Montalivet dans la Gironde (région Nouvelle-Aquitaine, France).
Il est utilisé pour la pratique d’activités de loisirs et de tourisme (aviation légère).

## Installations
L’aérodrome dispose d’une piste bitumée orientée est-ouest (09/27), longue de 800 m et large de 18.
L’aérodrome n’est pas contrôlé. Les communications s’effectuent en auto-information sur la fréquence de 123,500 MHz.

## Activités
- Aéroclub de Montalivet ;
- Air Mauss Parachutisme.

C'est un des aérodromes français le plus proche d'une plage naturiste ou d'un centre naturiste (le CHM de Montalivet).